# メアリー・キダー
メアリー・エディー・キダー（Mary Eddy Kidder、結婚後は Mary Eddy Kidder Miller、1834年1月31日 - 1910年6月25日）は、日本に派遣されて定住した最初の独身の女性宣教師である。フェリス女学院の創立者として知られる。

## 生涯

### 初期
1834年にヴァーモント州ウィンダム郡のワーズボロという山間の村に、父ジョン・エディ・キダーとキャサリン・ターナーの間に生まれた。
メアリーは地元の小学校で学んだ後、1850年からタウンシェンド・アカデミー英語部に在籍した。その間に、回心して、北ワーズボロの会衆派教会の一員になった。1852年の秋にサックストンズ・リヴァー・アカデミーの古典部在籍した。キダーは妹のマルヴィナと共に、マンソンの町に下宿した。
1856年に母キャサリンが亡くなり、翌年ジョンが再婚した。後の同僚、S・R・ブラウンが1853年以来牧師業の傍ら、教会近くのオーバンのスプリングサイドで男子校を経営していた。キダーはこの学校の教師になり、ブラウンの教会の会員になった。
キダーが着任して、2年後、1859年ブラウンはマリア・マニヨンとキャリー・アドリアンスの二人を伴い日本宣教に旅立った。キダーは一行をニューヨーク港に見送った。
1860年秋から、キダーはニュージャージー州オレンジ女学校で教え始めたが、翌年閉校になる。しかし、数人に生徒を集めてオレンジに2年間留まった。1860年に妹にオレンジの学校を譲り、キダーはブルックリンのミス・ラニーの学校で教え始めた。
1867年、33歳の時、キダーはブラウンから一時帰国の知らせを受け、日本宣教に志願するように誘いを受けた。そして、1869年2月にアメリカ・オランダ改革派教会海外伝道局のジョン・メイソン・フェリスの面接を受けて、ブラウンらの推薦により、日本の宣教師に任命された。
そして、1869年にオランダ改革派の宣教師としてブラウン夫妻と共に来日した。

### 横浜
新潟で1年を過ごした後、1870年に横浜の居留地に着いた。
その後、多忙だったヘボン塾で英語を教えていた妻クララ・ヘボンから生徒を引継ぎ、ヘボンの施療所で授業を始めた。1872年ヘボン夫妻が上海での長期出張から戻ったのをきっかけに、神奈川県令大江卓の助力で、野毛山の県庁舎の一部として建てられた日本家屋に塾を移した。
1874年には、山手178番地のアメリカ伝道局の資金で校舎を建設を開始し、アイザック・フェリス・セミナリー（後の、フェリス女学院、オランダ改革派海外伝道局総主事の名前に由来）という名称になった。

### 結婚

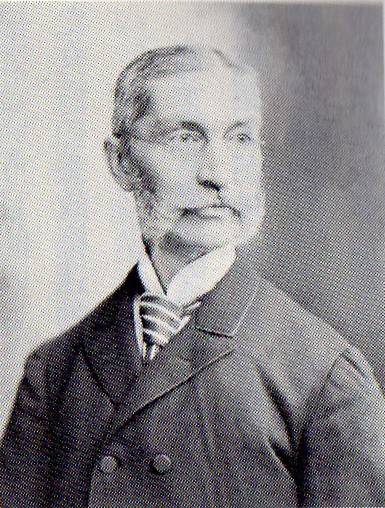
1873年に結婚した長老派宣教師エドワード・ローゼイ・ミラー

1873年7月10日にエドワード・ローゼイ・ミラーと結婚する。1875年に校舎と寄宿舎が完成すると、夫妻は学校に転居した。
1879年5月メアリーは来日十周年を迎えて、初めての賜暇休暇を得て、アメリカに夫婦で帰国した。ミラー夫妻はフィラデルフィア郊外のミラーの妹宅を拠点に全米各地を訪ねて一年半をアメリカで過ごした。
1880年12月にニューヨーク港を出向して、1881年4月ヨーロッパ経由で横浜港に帰着した。
2年ぶりに戻ると、フェリス・セミナリーが普通の学校に変貌したことにメアリーはショックを受けた。一時は、先志学校に校舎を譲ることを真剣に考えた。そこで、ユージーン・ブース夫妻を招聘し、ブースに後事を託して、フェリス・セミナリーの経営から離れた。

### 東京
1881年7月ミッション宣教拠点の東京ステーションに戻り、築地居留地20番のスコットランド一致長老教会宣教師館に転居した。ミラーは東京一致神学校の教授に就任して、メアリーは麹町教会と下谷教会(現、日本基督教団豊島岡教会)の日曜学校を受け持ち、両国教会の三浦徹牧師と協力して、月刊誌『喜の音』（よろこびのおとずれ）の編集を始めた。
ミラー夫妻は1882年に築地居留地29番に壮大な洋館を建てて伝道活動を行うことになった1883年4月16日の第二回宣教師大会で、メアリーは分科会で「女性と教育」と題する講演を行った。1884年にミラーが東京一致神学校の教授を辞任して、直接伝道に多くの時間を割くようになった。1884年初めには上州高崎を訪問し、11月には高知を訪問して一ヶ月半滞在した、1885年ミラー夫妻が高知を訪問した時に、高知教会が誕生した。ミラーが初代仮牧師に選ばれ、二ヶ月高知に留まった1886年1月には三度目に高知を訪問し、長老片岡健吉の紹介で民家に4月半ばまで来在した。米国南長老教会のグリナンとR・E・マカルピンに後事を託して高知伝道に区切りをつけた。その後仙台に行き、押川方義の伝道を応援した。
1886年4月に東京一致神学校、東京一致英和学校、英和予備校の三校が合同宣教師委員会で決定され、明治学院として開校したその時、ミラーが再び神学部講師になった。
1887年にミラーが肺炎にかかり、回復後に主治医の勧めで北海道に約２ヶ月間出かけた。札幌ではスミス女学校(北星学園)の開校式に出席した。その場には、新島襄・八重夫妻も出席していた。

### 盛岡
夫妻が東京に戻り一か月後に、仙台の押川方義が訪ねてきて東北の拠点である盛岡に伝道を要請した。メアリーは三浦と出版している『喜びの音』の出版を続けたかったので反対した。しかし、押川が三浦徹を説得して、ミラー夫妻と三浦一家が盛岡へ赴任することになった。
1888年(明治21年)6月からミラー夫妻は盛岡に着任する。メアリーは『喜びの音』『小さき音』の雑誌発行を続けながら、夫のバイブルクラス、英語クラスを手伝った。翌年、1889年(明治22年)7月には35人の信徒と集会を持つようになった。
1892年(明治29年)5月、ミラー夫妻は二度目の休暇でアメリカに帰国した。1893年(明治30年)12月に、盛岡に戻り牧師館、宣教師館の建設に取り掛かり、1894年(明治31年)2月に完成した。

### 死去
1900年(明治33年)メアリーは体調の不調を訴えて、東京の聖路加病院で検診を行った。その結果、乳がんが発覚して、手術を受けた。その後、療養のために1902年(明治35年)に東京に戻る。1904年に夫婦で三度目の帰国をする。1906年に日本に戻ると、日本永住のために麹町区(現・千代田区麹町)平河町に洋館を建てて住むことになった。
1909年(明治42年)「宣教開始五拾年記念会」が外国宣教団と日本人教会の教会で開かれた。ミラー夫妻は記念会の実行委員長として奉仕した。メアリーは10月7日の婦人会の部に招待を受けた。
1910年(明治43年)6月25日にメアリーは、平河町の自宅で76歳で亡くなった。東京染井墓地に埋葬されたが、現在の墓は横浜外国人墓地にある。